# Technikumsanlage
In der Industrie und im Anlagenbau bezeichnet man als Technikumsanlage eine Versuchsanlage zur Entwicklung von Produktionsanlagen. Der Entwicklungsstufe in Form einer Technikumsanlage vorgeschaltet ist für gewöhnlich eine Versuchsanordnung in Labormaßstab, in welcher zunächst die Machbarkeit des Vorhabens geprüft wird. Mit den erhaltenen Informationen aus dem Labor wird nun, noch vor dem eigentlichen Anlagenbau, eine Technikumsanlage errichtet. 

## Maßstab
Technikumsanlagen stellen eine Zwischengröße zwischen einer Miniplant und einer Produktionsanlage dar. Während in Miniplants Stoffmengen um 1 kg/h verarbeitet werden, betragen die gehandhabten Mengen in Technikumsanlagen 10 bis 100 kg/h.

## Vor- und Nachteile
Vorteilhaft bei der Verfahrensentwicklung mit einer Technikumsanlage ist der geringe Scale-up-Faktor, der mit einem geringeren Risiko bei der Aufskalierung (sog. Upscaling) des Verfahrens verbunden ist. Von Nachteil sind die höheren Kosten im Vergleich zur Miniplant-Technik, sowie die geringere Flexibilität bei der Durchführung erforderlicher Änderungen, die sich im Verlauf der Verfahrensentwicklung ergeben.